# Fall to Grace
Fall to Grace è il secondo album in studio della cantante britannica Paloma Faith, pubblicato il 28 maggio 2012.

## Tracce
1. Picking Up the Pieces – 4:04
2. 30 Minute Love Affair – 3:19
3. Black & Blue – 4:02
4. Just Be – 4:37
5. Let Me Down Easy – 2:47
6. Blood, Sweat & Tears – 4:18
7. Beauty of the End – 3:22
8. When You're Gone – 4:15
9. Agony – 3:11
10. Let Your Love Walk In – 4:23
11. Freedom – 3:20
12. Streets of Glory – 3:19

Tracce bonus nella riedizione
1. Never Tear Us Apart – 3:05

Disco 2 nell'edizione deluxe
1. Picking Up the Pieces (Acoustic Version) – 3:47
2. 30 Minute Love Affair (Acoustic Version) – 3:48
3. Black & Blue (Acoustic Version) – 4:03
4. Just Be (Acoustic Version) – 4:50
5. Agony (Acoustic Version) – 3:11

## Classifiche

### Classifiche settimanali
| Classifica (2012) | Posizione raggiunta |
| ----------------- | ------------------- |
| Irlanda           | 10                  |
| Regno Unito       | 2                   |